# National Aeronautics and Space Act
Le National Aeronautics and Space Act est une loi fédérale américaine promulguée par le président Eisenhower en juillet 1958 qui crée l'agence spatiale civile américaine, la NASA, en fixant ses objectifs et son organisation. Cette loi, avec quelques amendements, définit toujours le cadre de fonctionnement de la NASA en 2012.

## Contexte
Au cours des années 1950 les États-Unis et l'URSS développent des programmes de missiles balistiques intercontinentaux . Les technologies mises au point permettent d'envisager la mise en orbite de satellite artificiel. À cette époque les projets de programmes spatiaux relèvent des instances militaires. En Union Soviétique tous les travaux sont dirigés par Sergueï Korolev qui est par ailleurs responsable du projet de missile balistique intercontinental Semiorka. Aux États-Unis les militaires des trois armes mènent chacun de leur côté des projets sans coordination. L'US Navy à qui le gouvernement américain a confié le développement du premier lanceur civil dans le cadre du programme Vanguard enchaine les échecs tandis que l'Union soviétique parvient la première à placer en orbite le satellite Spoutnik 1 le 4 octobre 1957. C'est l'équipe de Wernher von Braun, travaillant pour le compte de l'Armée de Terre, qui parvient finalement à lancer le premier satellite américain, Explorer 1, le 1er février 1958 grâce au lanceur Juno I  improvisé à partir d'un missile balistique Redstone.

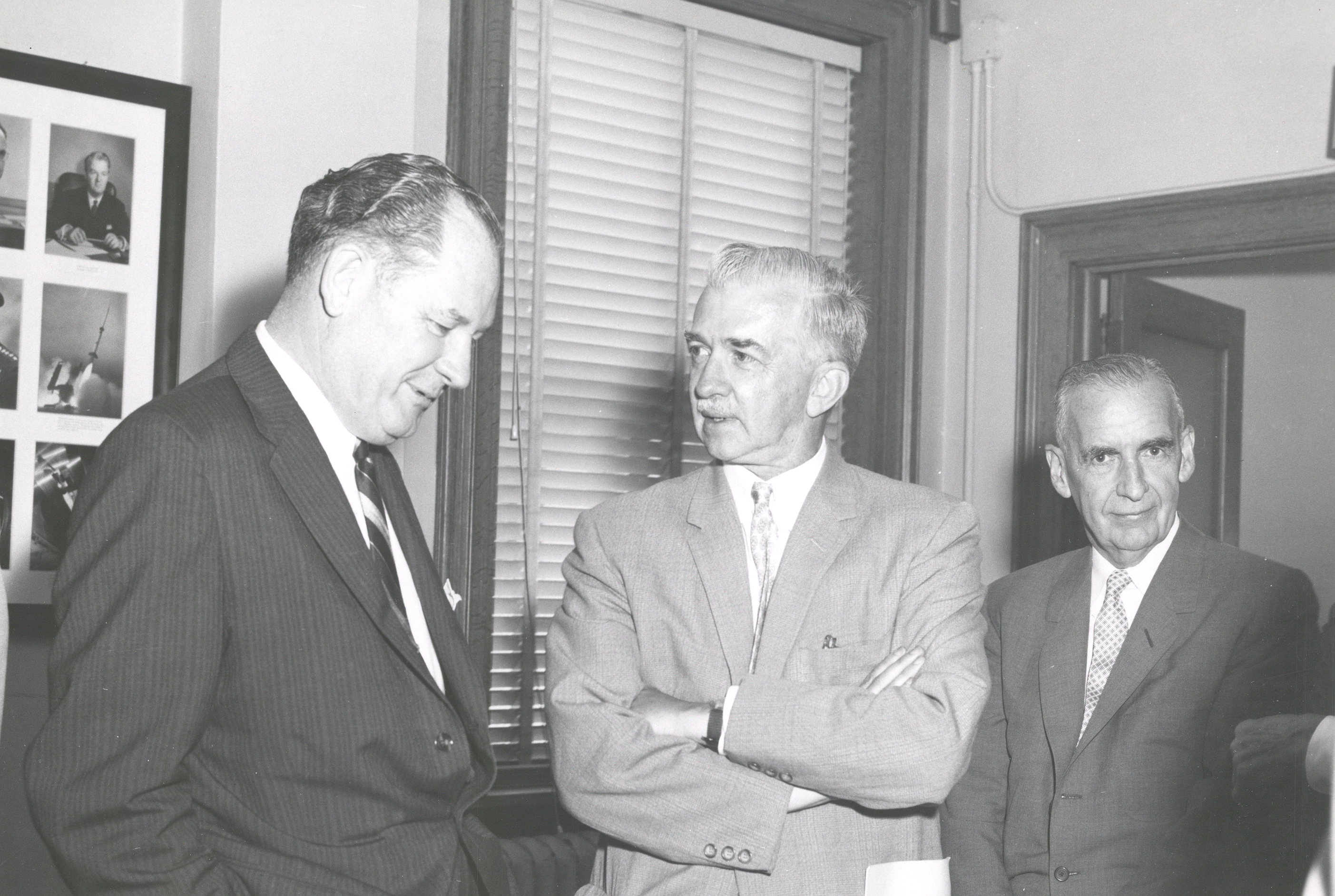
Dernière réunion de la NACA.

Le lancement de Spoutnik 1, qui semble démontrer que les États-Unis ont perdu leur supériorité technique, est un choc pour l'opinion publique américaine et les représentants politiques pressent le gouvernement d'agir. Bien que réticent à investir massivement dans le spatial civil, le président américain Dwight D. Eisenhower finit par être convaincu qu'il est nécessaire de créer une agence spatiale civile dédiée aux projets spatiaux. En novembre 1957 un sous-comité du Sénat américain auditionne 73 spécialistes pour déterminer l'état d'avancement du programme de missiles américains et identifier l'origine de l'avance prise par les ingénieurs soviétiques. En février 1958 le comité Purcell est mis sur pied pour déterminer l'organisation de la future agence spatiale. Plusieurs solutions sont étudiées dont la création d'une agence « ab nihilo », le transfert de cette nouvelle activité à l'ARPA, organisme de recherche militaire interarmes nouvellement constitué ou la prise en charge du domaine par la Commission à l’Énergie Atomique (AEC), agence chargée des développements civils et militaires liés à l'atome. Finalement une majorité se dégage pour faire du NACA (National Advisory Committee on  Aeronautics c'est-à-dire Commission nationale consultative pour l'aéronautique) le noyau de l'agence spatiale. Le NACA est une agence de recherche tournée vers  l'aéronautique mais qui s'est fortement engagée au cours des années 1950 dans le programme de missiles par des travaux dans le domaine de l'aérodynamique et des matériaux. Une proposition de loi est soumise à l'accord du Congrès en avril. La loi créant la NASA est finalement approuvée dans sa forme finale par le Congrès en juillet et le décret d'application du National Aeronautics and Space Act  est signé par le président le   29 juillet 1958.

## Contenu de la loi
La loi déclare en préambule que le Congrès considère que la politique des États-Unis  dans le domaine spatial doit être consacrée à des objectifs pacifiques pour le bénéfice de toute l'humanité. L'agence spatiale   se voit fixer les objectifs suivants :
- Accroitre les connaissances de l'humanité dans les domaines touchant à l'atmosphère et l'espace,
- Améliorer les retombées pratiques, les performances, la vitesse, la sécurité et l'efficacité des aéronefs et des véhicules spatiaux,
- Développer et opérer des engins capables d'emporter dans l'espace des instruments, des équipements et des organismes vivants,
- Réaliser des études à long terme pour déterminer les bénéfices potentiels, les opportunités et les problèmes soulevés par les activités spatiales et aéronautiques à des fins pacifiques et scientifiques,
- Préserver la position de leader des États-Unis dans le domaine de la technologie et de la science spatiale et aéronautique et dans les applications pouvant être menées dans l'atmosphère et dans l'espace,
- Mettre à disposition des agences directement concernées par la défense des États-Unis les découvertes qui pourraient avoir une valeur ou une importance significative. Réciproquement les agences en question mettront à disposition de l'agence civile les découvertes et informations qui pourraient avoir une valeur pour l'agence civile,
- Mener des projets de coopération internationale  avec d'autres nations ou groupes de nations afin de remplir les objectifs énoncés dans cet acte et à des fins pacifiques.

Un Conseil national spatial et aéronautique (National Aeronautics and Space Council) composé de 9 membres dont le président des États-Unis, son secrétaire d'état, le secrétaire de la Défense, le responsable de la  Commission à l’Énergie Atomique et l'administrateur de la NASA est chargé de superviser l'activité de l'agence spatiale.
L'agence spatiale est dirigée par un administrateur et un adjoint qui sont nommés par le président avec l'accord du Sénat. Le directeur de l'agence dispose d'une grande autonomie dans la conduite des projets. Ses prérogatives sont détaillées dans le texte de loi.